# جو أبوت
جو أبوت (بالإنجليزية: Joe Abbott)‏ هو سياسي أسترالي، ولد في 18 أكتوبر 1891 في أستراليا، وتوفي في 7 مايو 1965 في أستراليا. حزبياً، نشط في الحزب الوطني الأسترالي. وقد انتخب عضو مجلس النواب الأسترالي عن دائرة نيو إنجلند ‏ (21 سبتمبر 1940 – 31 أكتوبر 1949).